# اقتراح الطاقة النووية باعتبارها طاقة متجددة
ما زالت قضية اعتبار الطاقة النووية شكلًا من أشكال الطاقة المتجددة مادةً للنقاش. تستبعد تعريفات السلطات التشريعية العديد من تقنيات الطاقة النوية المعاصرة عادةً من بين مصادر الطاقة المتجددة، باستثناء ولاية يوتا الأمريكية. وغالبًا ما تحذف التعريفات الخاصة بتقنيات الطاقة المتجددة، والمعتمدة في مصادرها على القواميس، مصادر الطاقة النووية أو تستبعد ذكرها بشكل صريح، باستثناء حرارة التحلل النووية الطبيعية المُولَّدة ضمن باطن الأرض.
يعتبر اليورانيوم 235، وهو أكثر أنواع الوقود النووي استخدامًا في محطات الطاقة النووية الانشطارية التقليدية، مصدرًا «غير متجدد» طبقًا لإدارة معلومات الطاقة الأمريكية (EIA)، ومع ذلك، ظلت هذه المنظمة صامتةً بشأن وقود الأكسيد المختلط (MOX) المُعاد تدويره. وعلى نحو مشابه، لا يذكر المختبر الوطني للطاقة المتجددة (NREL) الطاقة النووية في تعريف «أساسيات الطاقة» الخاص به.
في عام 1987، صنفت لجنة برونتلاند (WCED) المفاعلات النووية الانشطارية التي تنتج وقودًا نوويًا انشطاريًا أكثر مما تستهلكه، مثل مفاعلات الاستنسال السريع ومفاعلات الطاقة النووية الاندماجية (إذا طُورت) ضمن مصادر الطاقة المتجددة التقليدية، مثل الطاقة الشمسية والطاقة المائية. لا يَعتبر معهد البترول الأمريكي (API) الانشطار النووي التقليدي ضمن الطاقة المتجددة، ولكنه يعتبر الوقود النووي بمفاعلات الاستنسال السريع مصدرًا متجددًا ومستدامًا للطاقة، وبينما تسبب المفاعلات الانشطارية التقليدية تيارات من النفايات التي تظل مصدر قلق على مدار آلاف السنين، تحتاج النفايات الناتجة من الوقود النووي المستهلَك، والمعاد تدويره جيدًا، إلى فترات إشراف أقصر على تخزينها تصل إلى ألف عام تقريبًا. تعتبر مراقبة وتخزين النفايات المشعة ضروريةً أيضًا عند استخدام مصادر الطاقة المتجددة الأخرى، مثل الطاقة الحرارية الجوفية.

## مفاعلات الانشطار التقليدية ومفاعلات الاستنسال باعتبارها مصدرًا متجددًا
تعتبر مفاعلات الانشطار النووي ظاهرةً طبيعيةً للطاقة، إذ إنها تكونت على الأرض بشكل طبيعي في الماضي، وعلى سبيل المثال، اكتُشف المفاعل أوكلو، وهو مفاعل نووي انشطاري طبيعي، ظل يعمل لمدة وصلت إلى آلاف الأعوام من تاريخنا المعاصر، بدولة الغابون في سبعينيات القرن العشرين. عمل مفاعل أوكلو لمدة بضع مئات الآلاف من الأعوام، ووصل متوسط الطاقة الحرارية التي أنتجها خلال هذا الوقت إلى 100 كيلو واط.
تستخدم محطات الطاقة النووية الانشطارية التقليدية، التي صنعها البشر، اليورانيوم بشكل كبير ليكون المصدر الرئيسي للوقود النووي بها، وهو معدن شائع وجوده في ماء البحر، والصخور بجميع أنحاء العالم. يعتبر اليورانيوم 235 «المحروق» في المفاعلات التقليدية، دون إعادة تدويره، مصدرًا غير متجدد للطاقة، وسينضب إذا استمر استخدامه بنفس المعدل الحالي.
ويعتبر هذا الوضع مشابهًا، إلى حد ما، لوضع الطاقة الحرارية الجوفية، والتي شاع تصنيفها على أنها مصدر متجدد للطاقة، وهي شكل من أشكال الطاقة الناتجة عن التحلل النووي الطبيعي للمخزون الضخم، والمحدود رغم ذلك، من اليورانيوم والثوريوم والبوتاسيوم 40 داخل القشرة الأرضية. وبسبب عملية التحلل النووي؛ سينفذ وقود هذا المصدر المتجدد للطاقة في النهاية إلى أن ينضب المصدر، تمامًا مثل الشمس.
تحظى الطاقة النووية الانشطارية الخاصة بمفاعلات الاستنسال، وهي مفاعلات تستنسل وقودًا انشطاريًا أكثر مما تستهلكه وبالتالي يصل معدل استنسال الوقود الانشطاري بها إلى أكثر من 1، بفرصة أكبر في اعتبارها ضمن مصادر الطاقة المتجددة مقارنةً بمفاعلات الانشطار التقليدية. تعمل مفاعلات الاستنسال على تجديد مخزونها من الوقود النووي بشكل مستمر من خلال تحويل المادة المخصبة، مثل اليورانيوم 238 والثوريوم، إلى نظائر انشطارية من البلوتونيوم أو اليورانيوم 233، على الترتيب. تعتبر المواد المخصبة أيضًا غير متجددة، ولكن مخزون هذه المواد في الأرض ضخم للغاية، إذ يعتبر الخط الزمني لهذا المخزون أكبر من الخط الزمني للطاقة الحرارية الجوفية. وفي دورة الوقود النووي المغلقة باستخدام مفاعلات الاستنسال؛ يمكن اعتبار الوقود النووي مصدرًا متجددًا للطاقة.